# 189 (číslo)
Sto osmdesát devět je přirozené číslo, které následuje po čísle sto osmdesát osm a předchází číslu sto devadesát. Římskými číslicemi se zapisuje CLXXXIX a řeckými číslicemi ρπθ.

## Matematika
189 je:
- Deficientní číslo
- Nešťastné číslo
- Příznivé číslo
- Sedmiúhelníkové číslo
- Kaprekarova konstanta a palindrom v dvojkové soustavě
- Toto číslo lze jako součet tří třetích třetích mocnin zapsat dvěma způsoby: 43 + 53 a 63 + (−3)3

## Chemie
- 189 je nukleonové číslo třetího nejběžnějšího izotopu osmia[1]

## Astronomie
- (189) Phthia je planetka hlavního pásu, kterou objevil v roce 1878 Christian Heinrich Friedrich Peters
- NGC 189 je otevřená hvězdokupa v souhvězdí Kasiopeji

## Doprava
- Silnice II/189 je česká silnice II. třídy vedoucí na trase Draženov – Klenčí pod Čerchovem – Německo[2]

## Roky
- 189
- 189 př. n. l.